# Останній кандидат (телесеріал)
«Останній кандидат» (англ. Designated Survivor) — американсько-канадський драматичний телесеріал у жанрі політичного трилеру, створений Девідом Гуггенхаймом, який виходив у ефір протягом трьох сезонів, спочатку на телеканалі ABC, а потім виключно на Netflix для останнього сезону. Кіфер Сазерленд грає Томаса Кіркмана, американського академіка, який раптово з посади міністра житлового будівництва та розвитку міст США підіймається аж до президента Сполучених Штатів після того, як вибух вбиває всіх інших кандидатів у лінії наступності президентських повноважень . Кіркман незважаючи на свою недосвідченість намагається керувати державою, паралельно досліджуючи, що стоїть за атакою.

## Сюжет
У ніч звернення «Про становище країни» вибух руйнує будівлю Капітолія, вбиваючи Президента та всіх у лінії наступності президентських повноважень, окрім міністра житлового будівництва та розвитку міст США Томаса Кіркмана, останнього кандидата. Кіркман негайно приносить присягу, не підозрюючи, що напад - це лише початок. Протягом усього серіалу він стикається з багатьма проблемами. 

## Актори та персонажі
| Актор            | Роль                       | Опис |
| ---------------- | -------------------------- | --- |
| Кіфер Сазерленд  | Том Кіркман                | Президент США, присягнув після безпрецедентного нападу на будівлю Капітолія, в результаті якого загинув весь уряд. Раніше він обіймав посаду секретаря з питань житлового будівництва та містобудування. Кіркман обирається на другий термін після закінчення третього сезону. |
| Наташа Мак-Елгон | Алекс Кіркман (1–2 сезони) | Перша леді США . До того як стати першою леді, Алекс була адвокатом з питань імміграції в приватній практиці. У другому сезоні Алекс загинула після того, як вантажівка врізалася в кортеж, в якому вона їхала. |
| Адан Канто       | Аарон Шор                  | Обраний віце-президентом США . Раніше Аарон працював першим начальником штабу Кіркмена, поки не пішов у відставку після допиту про терористичний акт на Капітолії в першому сезоні. Він працював старшим помічником голови палати представників Кімбл Хукстретен, а потім повернувся до Білого дому на посаду радника Кіркмана з питань національної безпеки .                                                   |
| Італія Річчі     | Емілі Родос                | Речник президентської кампанії Кіркмана. З тих пір, як він був секретарем HUD, вона працювала у Тома керівником його штабу. Після того, як Кіркман стала президентом, вона була призначена Спеціальним радником, а після відставки Аарона - його керівником штабу, поки не звільнилася з Білого дому, щоб жити у Флориді з її матір'ю. Пізніше вона повернулася і була поновлена на посаді спеціального радника. |
| Ламоніка Гарретт | Майк Ріттер (1-2 сезони)   | Агент Секретної служби США, призначеного для особистого захисту Президента Кіркмана. Ріттер відповідав за безпеку всієї родини Кіркманів після нападу на Капітолій. Його персонажа вилучають з серіалу без пояснень після другого сезону. |
| Таннер Б'юкенен  | Лео Кіркман (1-2 сезон)    | Син Тома та Алекса та старший брат Пенні. Лео має підтримувати свою сестру Пенні, поки його батьки зайняті на новій роботі. Пізніше Лео залишає Білий дім на перший рік навчання у Стенфордському університеті . |
| Кел Пенн         | Сет Райт                   | Директор з комунікацій Білого дому . Спочатку він сумнівається у здібностях Тома як Президента, але швидко стає одним із найближчих його радників. Його було призначено прес-секретарем через його сильні соціальні навички. |
| Меггі К'ю        | Ханна Веллс                | Співробітник ЦРУ. Раніше вона була спеціальним агентом ФБР, їй доручено розслідувати напад на Капітолії, врешті-решт вирішити справу та притягнути винних до відповідальності. У третьому сезоні після звільнення з Бюро Ханна розслідує можливу загрозу біотероризму для ЦРУ, що в кінцевому підсумку призвело до її смерті.                                                                                    |
| Джейк Епштейн    | Чак Рассінк (1-2 сезони)   | Аналітик ФБР. Чак регулярно допомагає Веллс в її розслідуваннях, стаючи одним з її найнадійніших союзників. Він, як правило, залишається за кадром. |
| Пауло Костанцо   | Ліор Бун (2 сезон)         | Політичний директор Білого дому. Ліор - висококваліфікований, але соціально невмілий політичний консультант, якого найняли для розробки політичної стратегії адміністрації Кіркмана. |
| Зої МакЛеллан    | Кендра Дейнс (сезон 2)     | Юридичний радник Білого дому. Кендра - адвокат, який раніше працював радником підкомітету Сенату з питань внутрішньої безпеки . |
| Бен Лоусон       | Даміан Реннет (2 сезон)    | Агент МІ6. Він призначений допомагати Веллс у пошуку винуватця нападу на Капітолій. Був кілька разів підстрелений і вбитий агентом російської розвідки. |

## Сезони
| Сезон | Епізоди | Епізоди | Оригінальний показ | Оригінальний показ | Оригінальний показ |
| Сезон | Епізоди | Епізоди | Перший показ       | Останній показ     | Мережа             |
| ----- | ------- | ------- | ------------------ | ------------------ | ------------------ |
| 1     | 21      | 21      | 21 вересня 2016    | 17 травня 2017     | ABC                |
| 2     | 22      | 22      | 27 вересня 2017    | 16 травня 2018     | ABC                |
| 3     | 10      | 10      | 7 червня 2019      | 7 червня 2019      | Netflix            |